# Échange standard (roman)
Échange standard (titre original : Mindswap) est un roman humoristique de l'écrivain américain Robert Sheckley, publié en 1966. Il est une version allongé du roman court du même titre, publié en 1965 dans le magazine Galaxy Science Fiction puis traduit ensuite en français et paru sous le titre Transfert stellaire dans le magazine Galaxie en 1966.
La première traduction française du roman est sortie chez Robert Laffont en 1973 dans le volume  La Dimension des miracles / Échange standard.

## Résumé
Marvin Flynn rêve de visiter Mars, aussi saute-t-il sur l'occasion de permuter son corps par « psychotroc », avec un Martien ayant la même ambition. On le met en garde contre la déformation métaphorique, un délire qui consiste à tout prendre pour des objets familiers; et contre le Monde Biscornu, au sujet duquel, moins il en saura, mieux cela vaudra.
À son arrivée sur Mars, Marvin apprend que son corps martien était déjà réservé et que son occupant précédent était un escroc en cavale nommé Ze Kraggash, qui a disparu avec son corps terrien. On renvoie Marvin à l'inspecteur Urdorf, fantastiquement incompétent (il a raté 158 affaires) mais qui se dit confiant (il va forcément en réussir une un jour). En attendant, Marvin est forcé de se trouver un corps de remplacement, aussi va-t-il se louer à un troqueur véreux pour devenir ramasseur d'œufs de Ganzer (un terrible prédateur) sur Melde. Là, autre déconvenue : l'œuf qu'il trouve crie à l'injustice, et un Ganzer veut croquer Marvin, jusqu'à ce que tous deux réalisent qu'ils sont des Terriens chargés de s'exploiter l'un l'autre!
Marvin et son nouvel ami ne voulant plus avoir affaire à leurs employeurs, choisissent de suivre l'œuf jusqu'à un nouveau troqueur. Marvin se retrouve dans le corps d'un haut fonctionnaire de Celsus V qui veut prendre quinze jours de vacances, car ses administrés lui ont offert un anneau de nez à porter durant ce laps de temps, or il fait tic-tac et ce pourrait être une bombe.
Marvin décide de s'amuser dans son nouveau corps, mais c'est alors qu'il tombe dans la déformation métaphorique. Il se prend d'abord pour un cow-boy. Il s'éprend également de la belle et mystérieuse Cathy, qu'il perçoit comme une humaine, mais celle-ci disparaît; pour la retrouver, il s'en remet à un personnage loufoque, Juan Valdez, qui lui affirme que le mieux pour lui est d'attendre Cathy en un lieu méthodiquement pris au hasard (en l'occurrence, la ville natale de Valdez). Là, Marvin commence à se prendre pour un bretteur sujet d'un Empire de cape et d'épée. Pris avec Cathy, revenue à l'improviste, dans une conspiration des Lumières mal embarquée, il va être exécuté lorsque le bourreau se révèle être Ze Kraggash, et tous les autres protagonistes des policiers, menés par Urdorf.
Marvin devrait retrouver son corps, mais Ze Kraggash ne s'avouant pas vaincu, plonge dans le Monde Biscornu. Marvin l'y poursuit malgré les cris de ses amis, et constate qu'il est revenu sur Terre. Est-ce vraiment sa planète natale? Rien ne semble indiquer le contraire. Après de longues vérifications, Marvin conclut qu'il ne peut éclaircir le sujet; il se marie et vit heureux sous le beau ciel vert de la Terre, avec son second soleil noir, ses arbres migrateurs, et l'assurance que Shanghai se situe bien en Californie.
Car le Monde Biscornu se conforme à toutes les attentes de ses visiteurs, mais il les change aussi.